# QKZ Internacional Limited
QKZ Internacional Limited, ou simplesmente QKZ, é uma empresa chinesa de manufatura especializada em produção de fones de ouvido de alta fidelidade. Exporta principalmente para a América do Norte, mas atende também América do Sul e Europa Ocidental. Com fábrica em Guangdong, China possui apenas 50 empregados, com sede em Shenzhen, o importante centro comercial chinês. Apesar de fabricar seus produtos na China, a produção é 91% exportada.

## História
Foi fundada em 2015 e rapidamente tomou contas de sites de importação, como o AliExpress no Brasil. Tem como CEO uma mulher, Jade Zhao, uma jovem chinesa. Segundo o site da própria empresa, seus produtos são enviados para a América do Norte (70,00%), América do Sul (20,00%) e Europa Ocidental (5,00%), o restante fica na China.

## Ligações Externas
- Site oficial